# Osore-zan
Osore-zan (také Osore-jama) je v současnosti neaktivní stratovulkán, nacházející se na poloostrově Šimokita v severní části japonského ostrova Honšú. Osore-zan je ve skutečnosti menší pohoří, tvořené řadou osmi sopečných vrcholů. Nejvyšším vrcholem ja Kamafuse (878 m n. m.).
Součástí sopečného komplexu je kaldera o průměru 5 km, v níž je menší jezero. Sopka je tvořena andezity a dacity a její stáří se odhaduje na 800000 let. Poslední aktivita byla zaznamenána v roce 1787.

## Poutní místo

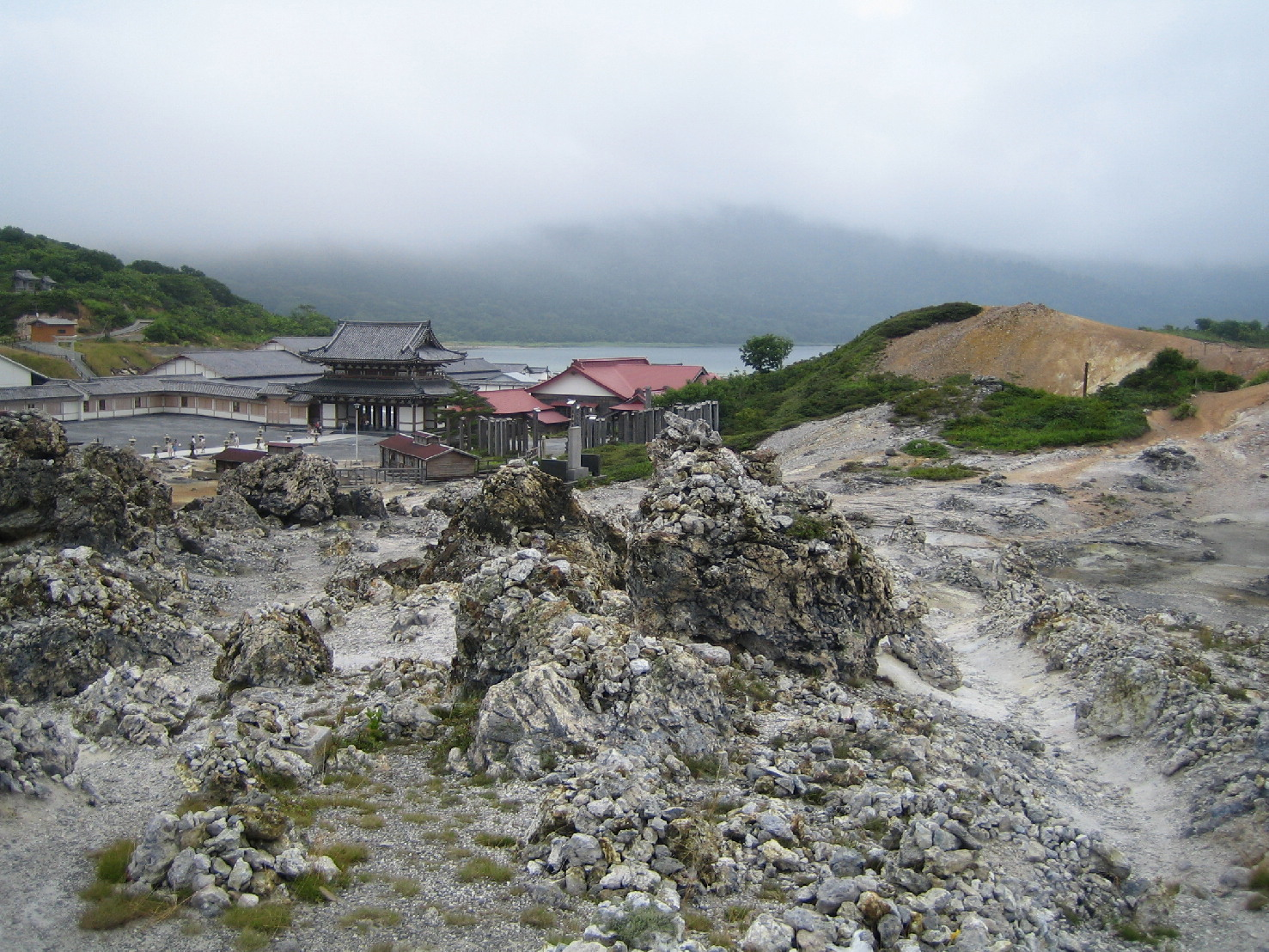
Chrám Bodai-dži

Osore-zan je významným budhistickým poutním místem. Zenový chrám Bodai-dži, který se nachází v kaldeře aktivní sopky, v japonské mytologii považované za jednu z bran do podsvětí,. údajně založil v roce 862 slavný mnich Ennin. V průběhu staletí byl chrám opuštěn, avšak posléze byl opět obnoven.  

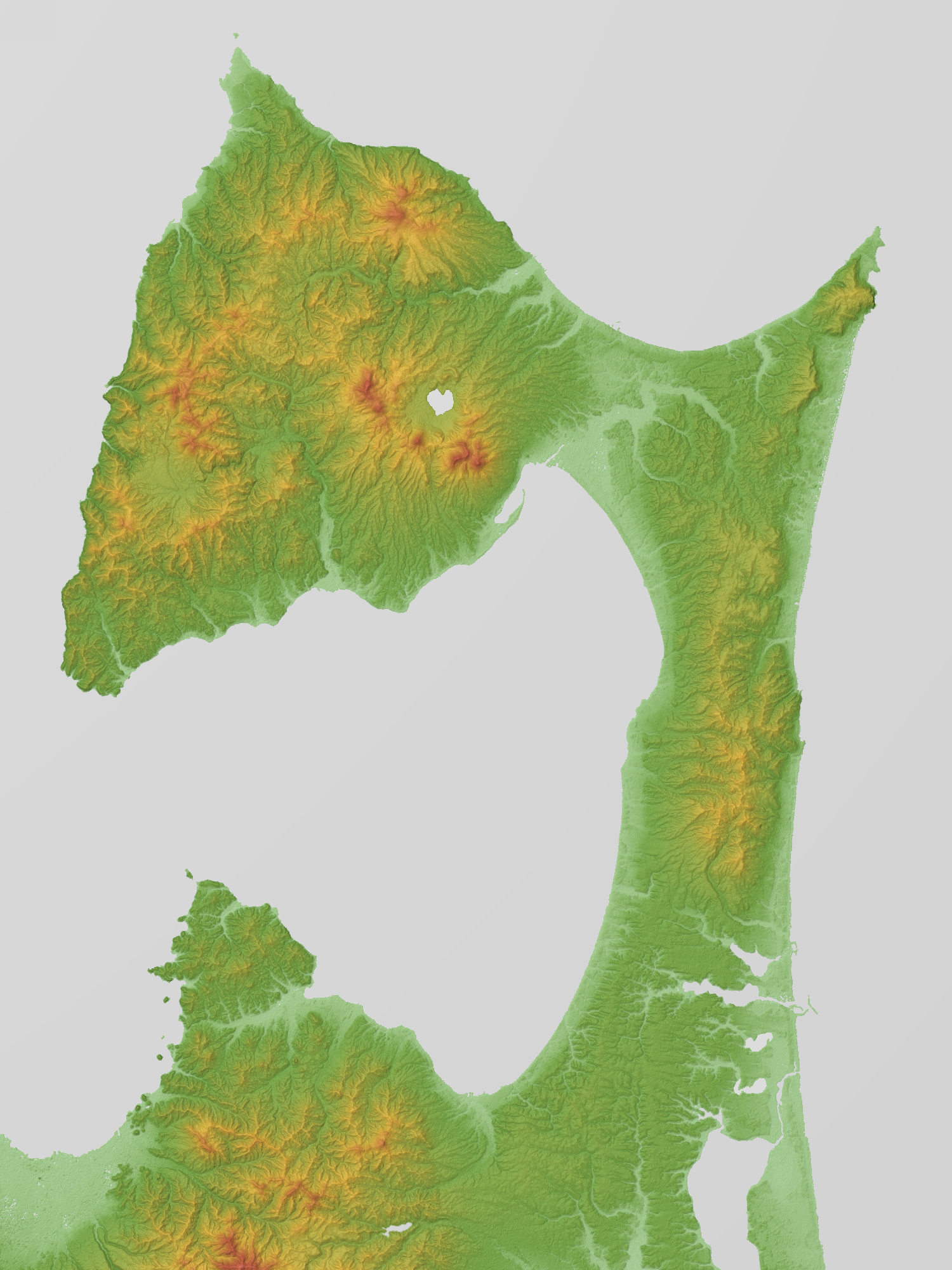
Mapa poloostrova Šimokita